# Castell de Tatzó d'Amunt
El Castell de Tatzó d'Amunt és un castell d'origen medieval, però molt transformat, situat en el poble de Tatzó d'Amunt, en el terme comunal de Sant Andreu de Sureda, a la comarca del Rosselló, (Catalunya Nord).
Està situat al centre del petit poble de Tatzó d'Amunt.